# François Jullien
François Jullien (Embrun, 2 de junho de 1951) é um filósofo e sinólogo francês. 

## Biografia
Formado pela École normale supérieure, estudou a língua e o pensamento chinês nas universidades de Pequim e Xangai. É doutor em Estudos do Extremo Oriente.
Foi presidente da Associação Francesa de Estudos Chineses (de 1988 a 1990), diretor da Unidade de Formação e Pesquisa - Ásia Oriental da Universidade de Paris VII - Diderot (1990-2000) e presidente do Collège international de philosophie (1995-1998). É atualmente professor da Universidade de Paris VII  e diretor do  Instituto do Pensamento Contemporâneo e do Centro Marcel-Granet. É também membro senior do Instituto Universitário da França.
Atualmente dirige a Agenda do Pensamento Contemporâneo da editora Flammarion, além de ser consultor de empresas ocidentais interessadas em se estabelecer na China.
Entre suas mais de 20 obras, traduzidas em cerca de 20 países, destacando-se Penser d’un dehors (la Chine), com Thierry Marchaisse (2000); Si parler va sans dire: du logos et d’autres ressources (2006).

## Trabalho e conceitos
Desde o estabelecimento do que ele chama de seu estaleiro de construção filosófica (chantier) para explorar o écart entre o pensamento chinês e europeu, François Jullien vem organizando um vis-à-vis entre as culturas, ao invés de compará-las, de modo a mapear um campo para reflexão. Seu trabalho o levou a examinar várias disciplinas como ética, estética, estratégia e os sistemas de pensamento (pensées) da história e da natureza. O objetivo dessa "desconstrução" de fora (du dehors) é detectar preconceitos enterrados, em ambas as culturas, bem como elucidar o impensado (l'impensé) em nosso pensamento. Serve também para trazer à tona os recursos (ressources) ou fecundidades (fécondités) de línguas e culturas, em vez de considerá-las na perspectiva de sua "diferença" ou "identidade". Além disso, ela reinicia a filosofia, desembaraçando-a do pântano de seus atavismos e purgando-a de noções fáceis (evidências). A empreitada não deixou de causar polêmica nos círculos filosóficos e orientalistas. Jullien argumentou em resposta que a maneira de produzir o comum (produire du commun) é colocar os écarts para funcionar. Por estabelecerem distâncias, os écarts trazem à tona "o entre" ("l'entre") e tensionam nossa reflexão. "O semelhante" (""), por outro lado, produz apenas o que é uniforme, que então confundimos com "universais". philosophie du "vivre"). Isso marca um afastamento do Ser, o principal viés da filosofia grega. O resultado é uma filosofia geral que se desdobra (se déploie) como uma filosofia da existência. Alguns dos desenvolvimentos recentes de Jullien nesta área incluem reflexões sobre intimidade ("l' intime") e "paisagem" ("paysage"), Gallimard, 2015. O público leitor da obra de Jullien vem se expandindo ultimamente para além das disciplinas do Orientalismo e da filosofia. O mundo da administração começou a adotar conceitos como potencial situacional (potenciel de situação ), em oposição a "planos de ação"; maturação (das condições), em oposição às modelizações projetadas; e o início de transformações silenciosas (" transformações silencieus"), para induzir a mudança em vez de impô-la. Cf. A Treatise on Efficacy, 2004; Conference sur l'efficacité, 2005. O mundo da psicologia e da análise começou a adotar o conceito de "transformação silenciosa" (cf. The Silent Transformations, 2011); Si parler va sans dire , 2006); e os conceitos de alusivo (l'allusif), disponibilidade (la disponibilité), indiretividade (le biais) e obliquidade (l'obliquité) (cf. Cinq concept proposés à la psychanalyse, 2012). O mundo da arte começou a adotar os conceitos de transformação silenciosa; da "grande imagem" ("A grande imagem não tem forma"); de subir (l'essor) e frouxidão (l'étale) (frouxidão é o que está determinado, o que aconteceu completamente e, portanto, perdeu seu efeito; subindo é a montante do efeito, quando o efeito ainda está ocorrendo, ainda em ação, e ainda não afrouxou); do frontal e do oblíquo (a evocação, sendo oblíqua, pode ser preferível à representação, que é frontal: "pinte as nuvens para evocar a lua"); da coerência, em oposição ao sentido (se uma obra não dá um "sentido", então não é a coerência que confere a consistência da obra, que a faz "unir-se" como uma obra?); do evasivo, em oposição ao atribuível); do alusivo, em oposição ao simbólico. O mundo da arte também começou a adotar os conceitos do écart e do entre (l'entre). Por se basear na distinção, a diferença especifica uma essência e a armazena como conhecimento. Um écart, no entanto, estabelece uma distância e, assim, mantém uma tensão entre as coisas que separa. Mesmo ao produzir sua perturbação, o écart traz à tona um entre, justamente pela distância estabelecida. Se o “entre” é a coisa que a ontologia não pode conceber – porque não tem em-si: isto é, nenhuma essência – é também o espaço pelo qual [a coisa] passa, ou ocorre: o espaço do operatório e do eficaz. Cf. em Praise of Blandness, 1997; The Impossible Nude, 2007; The Great Image Has No Form, 2012; This Strange Idea of the Beautiful, 2016.